# Petrus Augustus de Génestet

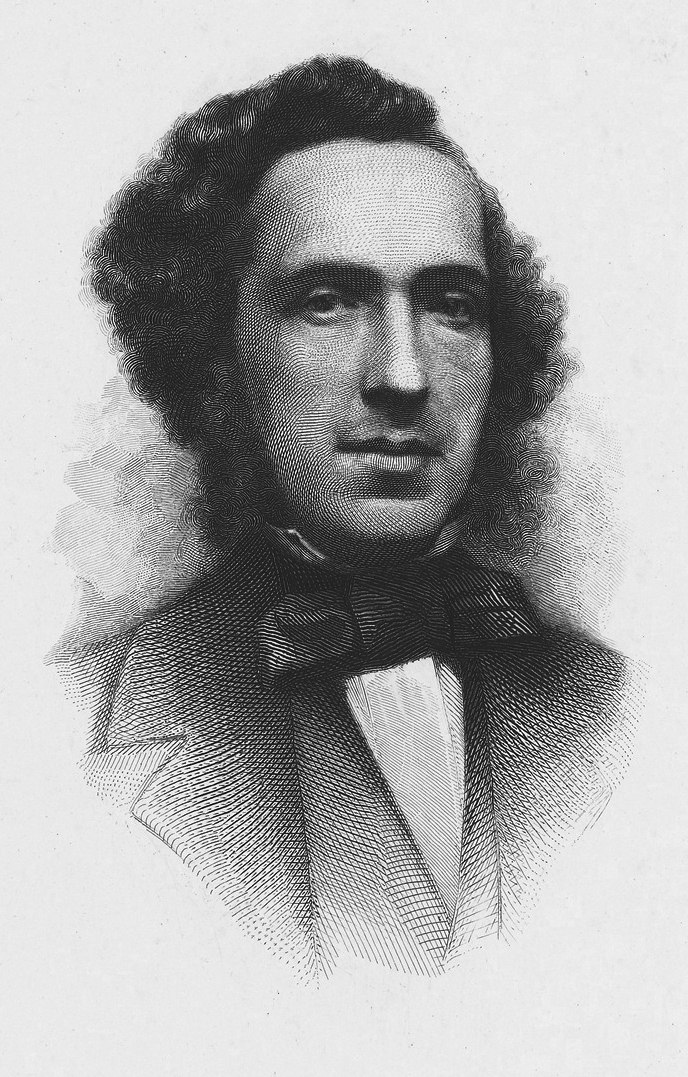
Petrus Augustus de Génestet

Petrus Augustus de Génestet, född 21 november 1829 i Amsterdam, död 2 juli 1861 i Rozendaal, var en nederländsk skald.
Génestet var predikant i Delft 1852–60. Redan i studentåren utgav han en samling Eerste gedichten (1846–51), som mottogs mycket gynnsamt, och sedermera Leekedichtjens (1861; femte upplagan 1867), en samling religiösa och teologiska epigram och korta dikter, samt Laatste der eerste (1861), hans mognaste alster. Hans dikter utgavs samlade (med biografi) i två band 1868 (flera upplagor).